# Megalops cyprinoides
A Megalops cyprinoides a sugarasúszójú halak (Actinopterygii) osztályának gyíkfejűhal-alakúak (Elopiformes) rendjébe, ezen belül a tarponfélék (Megalopidae) családjába tartozó faj.

## Előfordulása
A Megalops cyprinoides elterjedési területe a Vörös-tenger, valamint az Indiai- és a Csendes-óceán. A halfaj megtalálható az Arab-félszigettől a Dél-afrikai Köztársasághoz tartozó KwaZulu-Natalig, keletre pedig Dél-Koreáig, az ausztráliai Új-Dél-Walesig, a mikronéziai Karolina-szigetekig és Északi-Mariana-szigetekig. A Megalops cyprinoides a nagyobb folyók alsó szakaszaiba is felúszik, mint például Afrikában a malawi Shire folyóba, a Zimbabwei Save-Runde folyók összetalálkozásánál, vagy a Zambézi alsó szakaszába és annak csatornáiba.

## Megjelenése

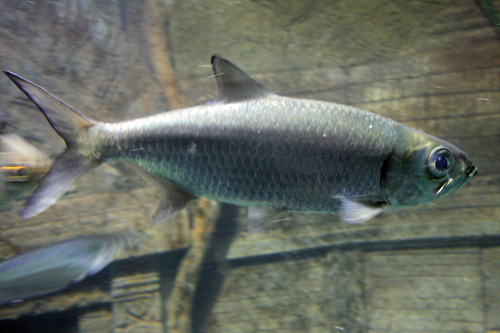
Akváriumi példány

Ennek a halfajnak a nősténye általában 45 centiméter hosszú, a hímje pedig 30 centiméter, de mindkét nem akár 150 centiméteresre is megnőhet. 25 centiméteresen már felnőttnek számít. Legfeljebb 18 kilogramm tömegű. Pikkelyei nagyok. Hátának színezete kékeszöld, oldala ezüstös. Az úszóhólyagja a nyelőcsőhöz (esophagus) van nőve, emiatt az oxigént a levegőből is ki tudja venni. Ez az alkalmazkodás segíti a halat az oxigénben szegény vízben való élethez.

## Életmódja
Egyaránt megél a sós-, édes- és brakkvízben is. Általában 50 méteres mélységben tartózkodik. A felnőtt a nyílt tengerben úszik, az ivadék a folyótorkolatokban, a lagúnákban és a mangrovék között tartózkodik. Nappal tevékeny. Ragadozó életmódot folytat, táplálékai kisebb halak és rákok. Legfeljebb 44 évig élhet.

## Szaporodása
A tengerben ívik, de az ivadék beúszik a folyókba és a mangrovék közé is. Az ivadék áttetsző és igen hasonlít az angolna ivadékára, a különbséget a Megalops cyprinoides villás farka teszi.

## Felhasználása
A Megalops cyprinoides halfajt csak kisebb mértékben halásszák, több helyen is tenyésztik. A sporthorgászok egyik kedvenc hala. Ember által fogyasztható, de csak gőzölés után nem fogyasztható.